# Daalhof

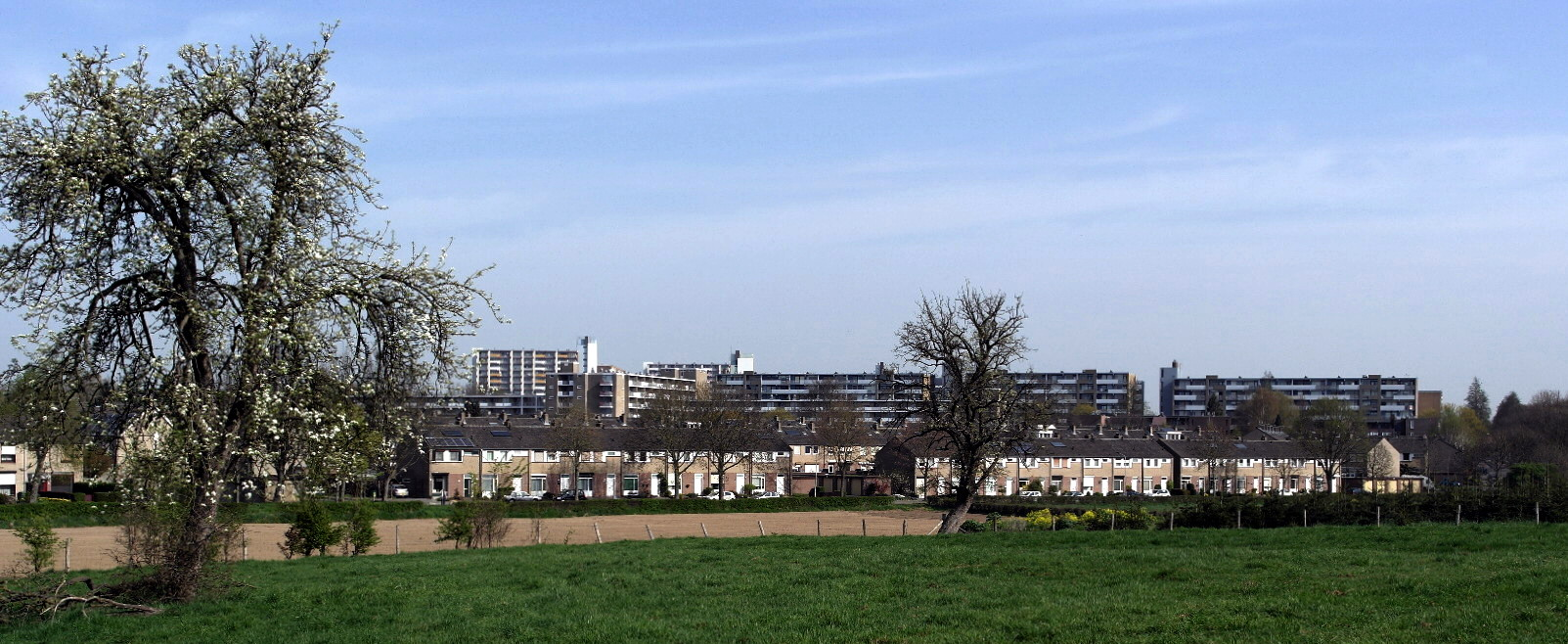
Zicht op Daalhof vanuit het westen

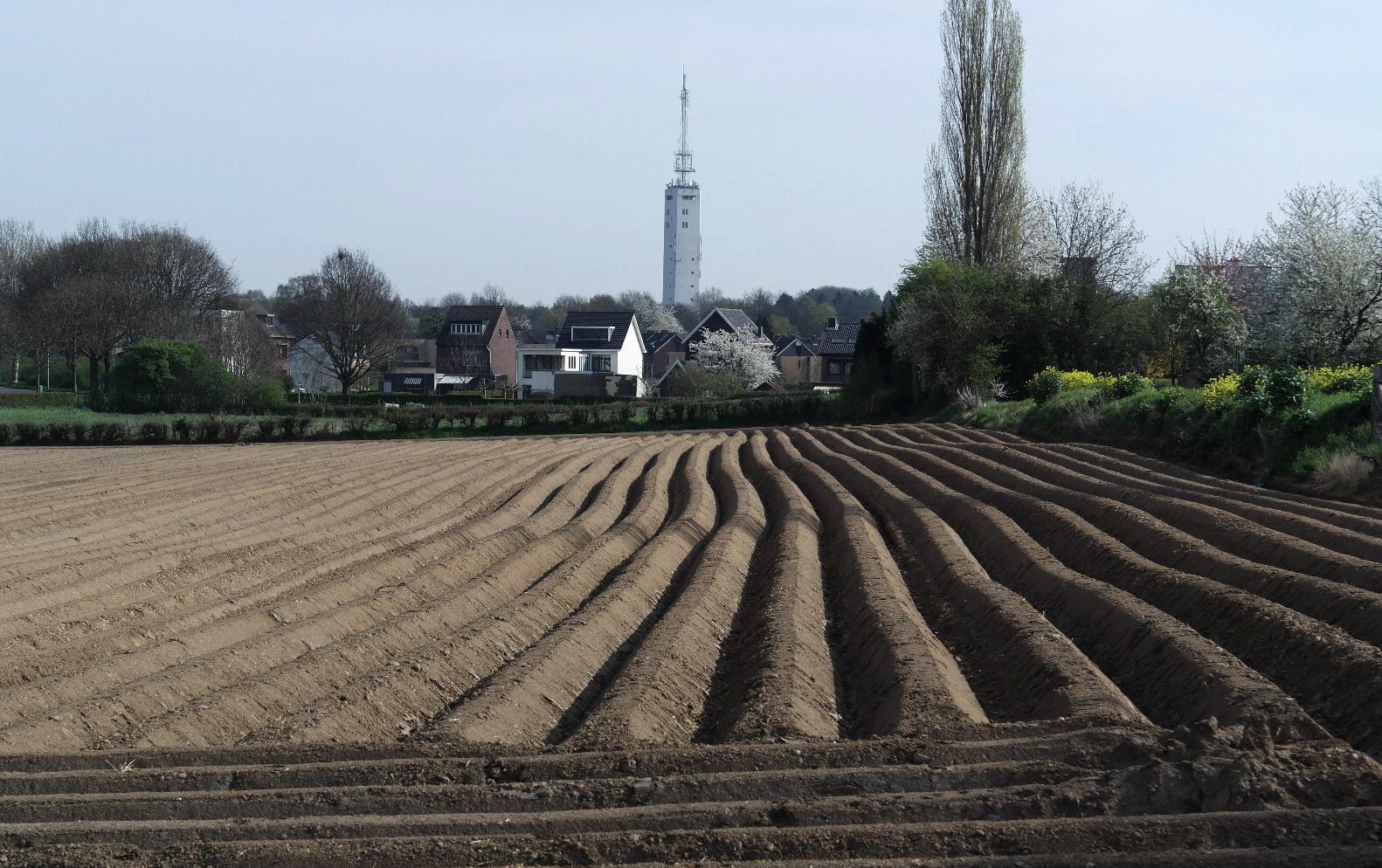
De 86 m hoge Alticom-toren, herkenningspunt van verre

Daalhof is een woonwijk in het zuidwesten van de Nederlandse stad Maastricht, de hoofdstad van de Nederlandse provincie Limburg. Het is tevens een van de 44 officiële buurten van de gemeente Maastricht. Daalhof werd gebouwd in de jaren 1970 en 1980 en geldt als een typisch voorbeeld van de stedenbouwkundige opvattingen uit die periode, met een mengeling van hoogbouw in het groen en eengezinswoningen gegroepeerd rondom hoven en woonerven.

## Ligging
Daalhof wordt begrensd door de buurten Hazendans en Belfort in het noorden, Mariaberg in het oosten, Campagne en Wolder in het zuiden en de landsgrens met België (gemeente Lanaken en gemeente Riemst) in het westen.
Daalhof is letterlijk tegen de grens met België aan gebouwd. Bij een aantal huizen, bijvoorbeeld aan de Drusushof, is de grens van de tuin tevens de landsgrens. Sommige tuinen reiken tot in België. Tussen Daalhof en België bestaat een aantal grensovergangen, in de meeste gevallen niet meer dan landweggetjes die vrijwel ongemerkt de landsgrens passeren. De grensovergangen zijn van noord naar zuid: de Drenkelingsweg (vrijwel onbegaanbaar vanwege de leemafgravingen van Veldwezelt-Hezerwater), de Vlijtingerweg, de Romeinsebaan en het pad tussen het verlengde van de Numitorhof en het Albertkanaal nabij Vroenhoven.
Het grensgebied tussen Daalhof en het in België gelegen Albertkanaal is populair bij wandelaars. In dit gebied bevindt zich de afgraving Veldwezelt-Hezerwater, een belangrijke archeologische vindplaats.

## Geschiedenis

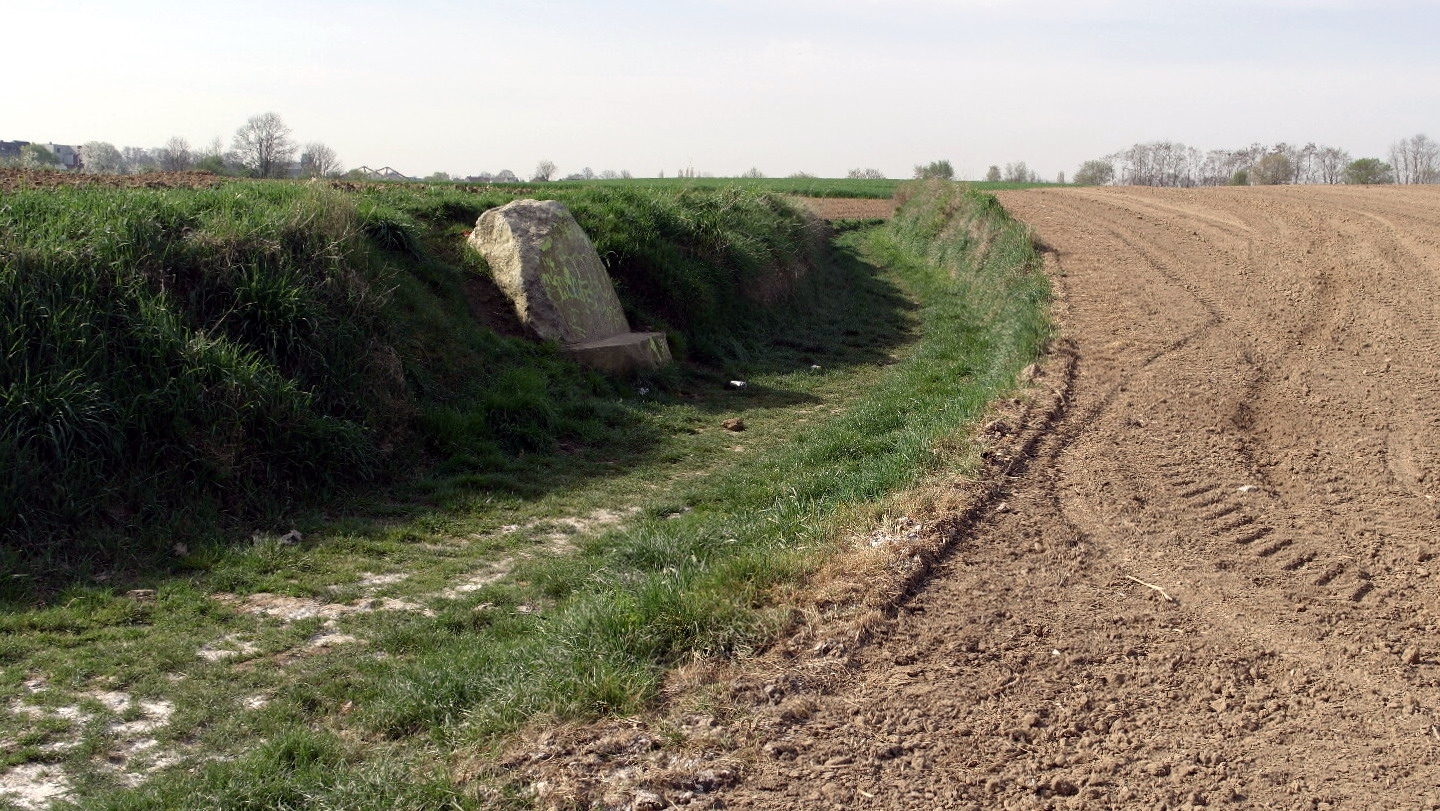
Romeinsebaan bij Daalhof

Dwars door Daalhof liep de Via Belgica, de belangrijke Romeinse heerweg van Gesoriacum (Boulogne-sur-Mer) naar Colonia Claudia Ara Agrippinensium (Keulen), via onder meer Tongeren, Maastricht en Heerlen. De weg lag ongeveer 300 meter ten noorden van de huidige Tongerseweg. Aan de Belgische kant van de grens (tussen grenspaal 81 en 82) is de weg bewaard gebleven als Romeinse Steenweg, een smalle landweg. In Daalhof valt de weg samen met het rechte, westelijke stuk van de Numitorhof. De zogenaamde Romeinsebaan is een noordelijke aftakking van de Via Belgica. In de jaren 1960 is dit noordelijke tracé diverse malen onderzocht en gedocumenteerd door J.E. Bogaers en J.H.F. Bloemers. Op de helling van de Louwberg, ten zuidoosten van Daalhof, werd in 1879 door de amateurarcheoloog en priester Joseph Habets restanten van een omvangrijke villa van 38 x 23 meter teruggevonden, de Romeinse villa Maastricht-Louwberg. Het naburige Wolder, vroeger ook wel Wilre genoemd, heeft aan deze villa wellicht zijn naam te danken: het Latijnse villare betekent villa of landgoed.
Voorheen bestond het gebied waar thans Daalhof ligt uit landerijen, die tot 1794 veelal in handen waren van kerken of kloosters en die bewerkt werden door boeren uit de nabije dorpen Biesland en Wolder. Tijdens het ancien régime behoorden deze twee dorpen tot het graafschap van de Vroenhof, dat bestuurd werd vanuit de niet meer bestaande Hof van Lenculen aan de Tongersestraat. Na 1200 werd dit graafschap een Brabants leen. Na de komst van de Fransen werd het gebied ingedeeld bij de gemeente Vroenhoven. Bij de definitieve splitsing van Nederland en België in 1839 werd het gebied opgenomen in de Nederlandse gemeente Oud-Vroenhoven. Deze gemeente werd op 1 januari 1920 door Maastricht geannexeerd. De eerste tientallen jaren na de annexatie gebeurde er weinig, maar in de jaren 1960 werd besloten het gebied tussen Biesland en Wolder te bebouwen.
Het moderne Daalhof is in de jaren zeventig en tachtig van de 20e eeuw gebouwd op een geaccidenteerd terrein aan de zuidwestrand van Maastricht, dat oorspronkelijk gereserveerd was voor natuur en recreatie. Door het gebrek aan voldoende bouwgrond besloot de gemeente Maastricht dit gebied alsnog voor woningbouw te bestemmen.
De meeste straatnamen zijn gebaseerd op de Romeinse oudheid. De namen van de drie kenmerkende hoge flats zijn vernoemd naar heuvels in Rome: de Quirinaal, de Palatijn en de Velia. Andere straatnamen refereren aan Romeinse schrijvers, e.g. Tacitus- en Flaviushof, Romeinse goden,e.g. Jupiter- en Pomonahof, en figuren uit de Romeinse mythologie, e.g. Cyclopen- en Nymphenhof. Nagenoeg alle straatnamen in de wijk eindigen op het achtervoegsel -hof.

## Voorzieningen
Daalhof heeft een eigen buurtwinkelcentrum, gelegen aan de Herculeshof. Naast het buurtcentrum Het Atrium liggen de Rooms-katholieke parochiekerk (de San Salvatorkerk) en het jongerencentrum 't Pleinsje. De wijk heeft verder twee basisscholen, te weten de Rooms-katholieke basisschool Fons Olterdissen en de openbare basisschool Elckerlijc. Deze laatste biedt jenaplanonderwijs.
Rondom de Romeinsebaan ligt een klein buurtpark. Aan de Aureliushof ligt een kinderboerderij. In de wijk zijn diverse sportaccommodaties aanwezig. Sporthal Daalhof ligt in de buurt Dousberg-Hazendans. Er is weinig horeca aanwezig, wel is er een café.
Daalhof is per openbaar vervoer (8 x per uur een Arriva-stadsbus) bereikbaar.

## Stedenbouw, architectuur, kunst in de openbare ruimte
Hét herkenningspunt van Daalhof is de 149,5 meter hoge Alticom-toren, beter bekend als tv-toren Daalhof, een betonnen zendmast uit 1967 aan de Trichterbaan-Neptunushof. Het aanzicht van de buurt wordt verder gedomineerd door drie forse flatgebouwen (Quirinaalhof, Palatijnhof en Veliahof) van architect Gerard Snelder uit 1971-73. Elke flat is 48 m hoog en bestaat uit 160-180 appartementen.

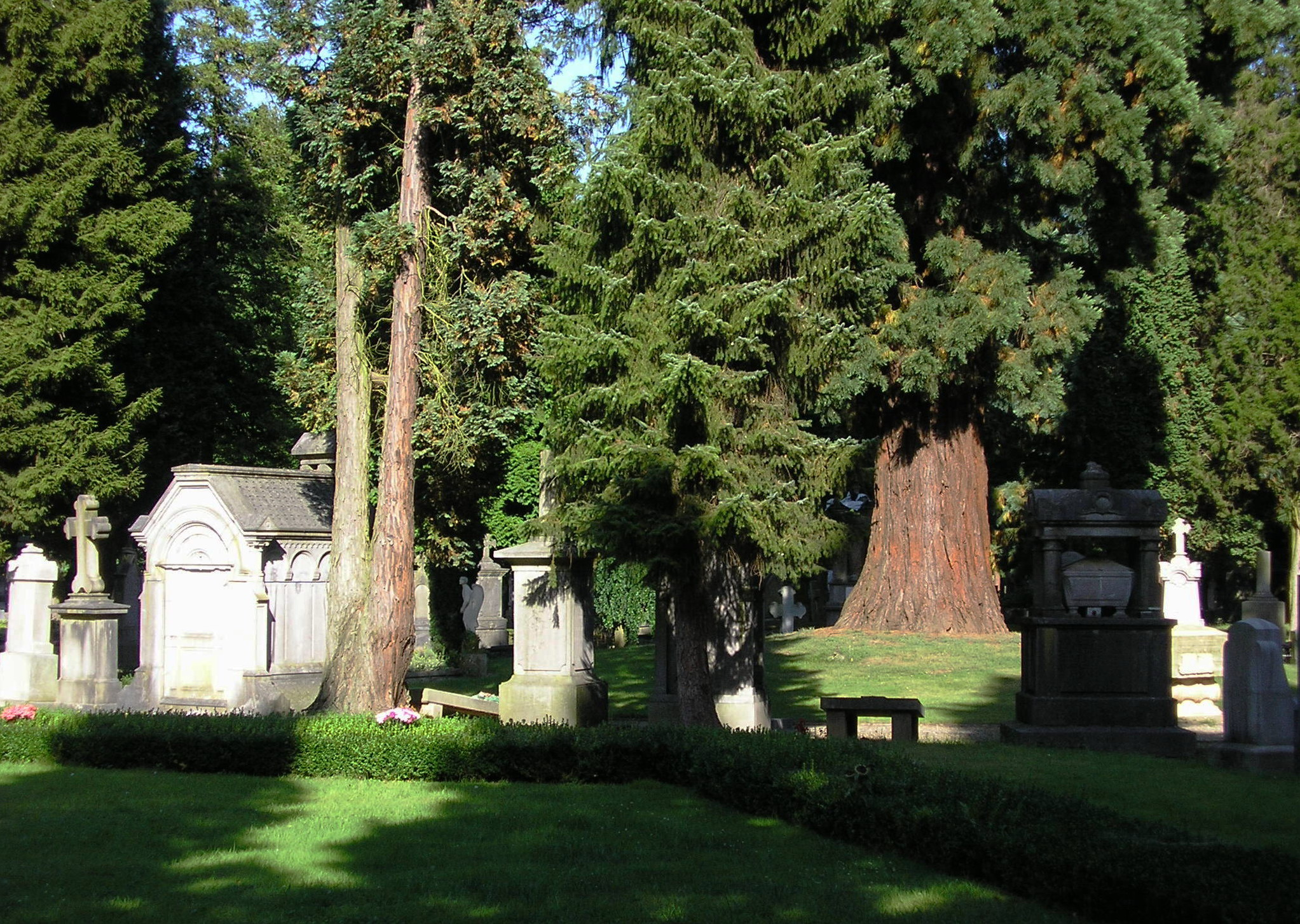
Algemene Begraafplaats Tongerseweg

Het zuidelijk deel van de buurt, bestaande uit rustige woonstraten en hoven met eengezinswoningen, is een typische jaren 70-woonwijk. De woonerven in Daalhof-Noord zijn typerend voor de stedenbouw in de jaren 80. De parochiekerk is ontworpen door architect B.J.H. Verhey.
Het oostelijk deel van Daalhof bestaat uit de grote Algemene Begraafplaats Tongerseweg, die vanaf begin 19e eeuw werd aangelegd buiten de toenmalige stad. De begraafplaats is een groene oase in dit deel van de stad. De rijk gedecoreerde neogotische kapel is ontworpen door Johannes Kayser. Het gehele complex bestaat uit elf rijksmonumenten, waarvan er acht grafmonumenten zijn. Daalhof telt tien gemeentelijke monumenten, waarvan er acht aan de Tongerseweg liggen. De monumentale vierkantshoeve Romeinsebaan 200 uit het midden van de negentiende eeuw is in gebruik als kinderboerderij.
In 1985 werd nabij de Aureliushof een klein deel van de Romeinsebaan op Romeinse wijze bestraat. Aan weerszijden daarvan plaatste de Belgische kunstenaar Raf Verjans een betonplaat met gegoten reliëfs waarin klassiek vormgegeven menselijke figuren zijn te herkennen. Het monument is een geschenk van de stad Tongeren ter gelegenheid van haar 2000-jarig bestaan. Soortgelijke exemplaren zijn te vinden in onder andere Heerlen en Keulen.

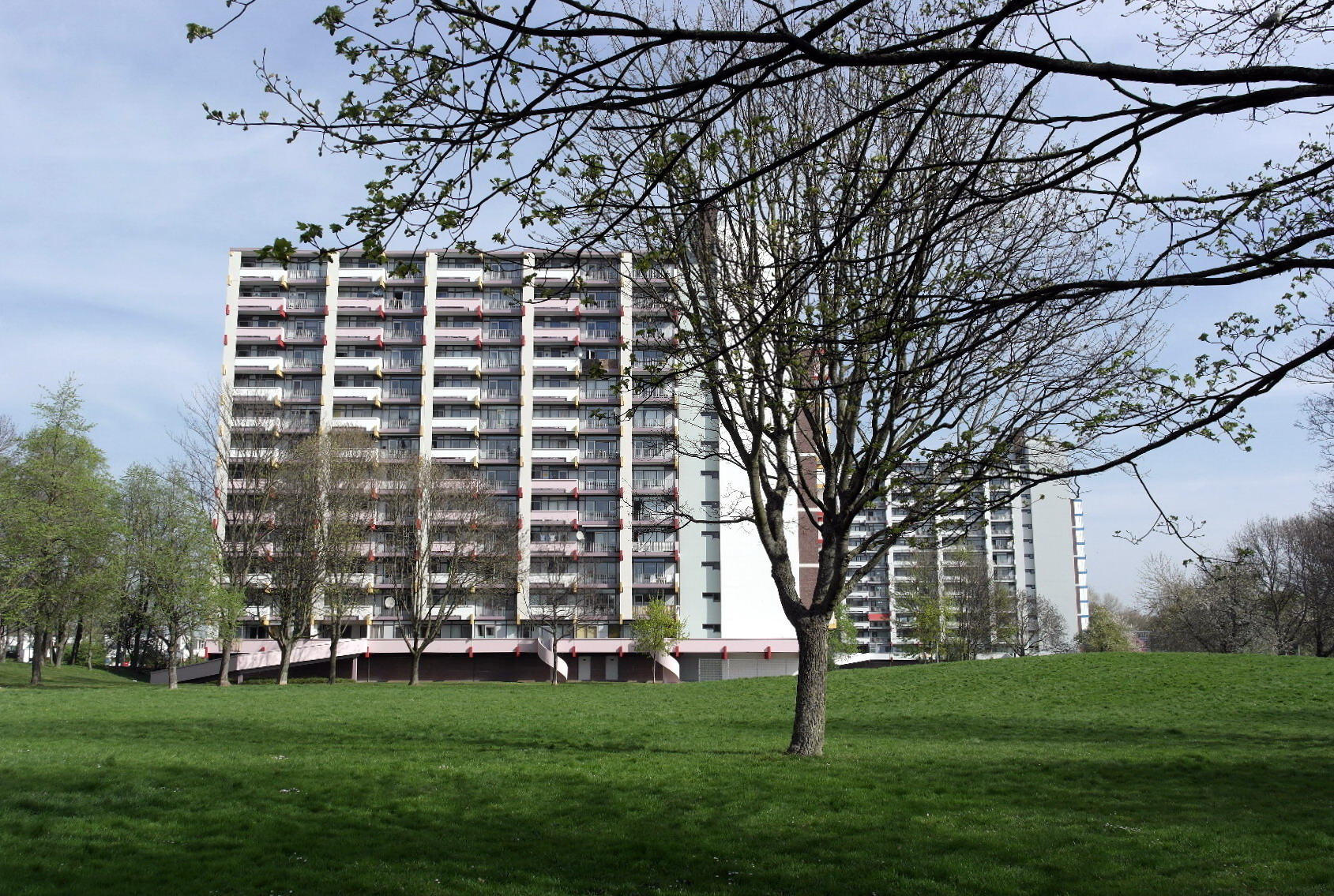
Hoogbouwflats
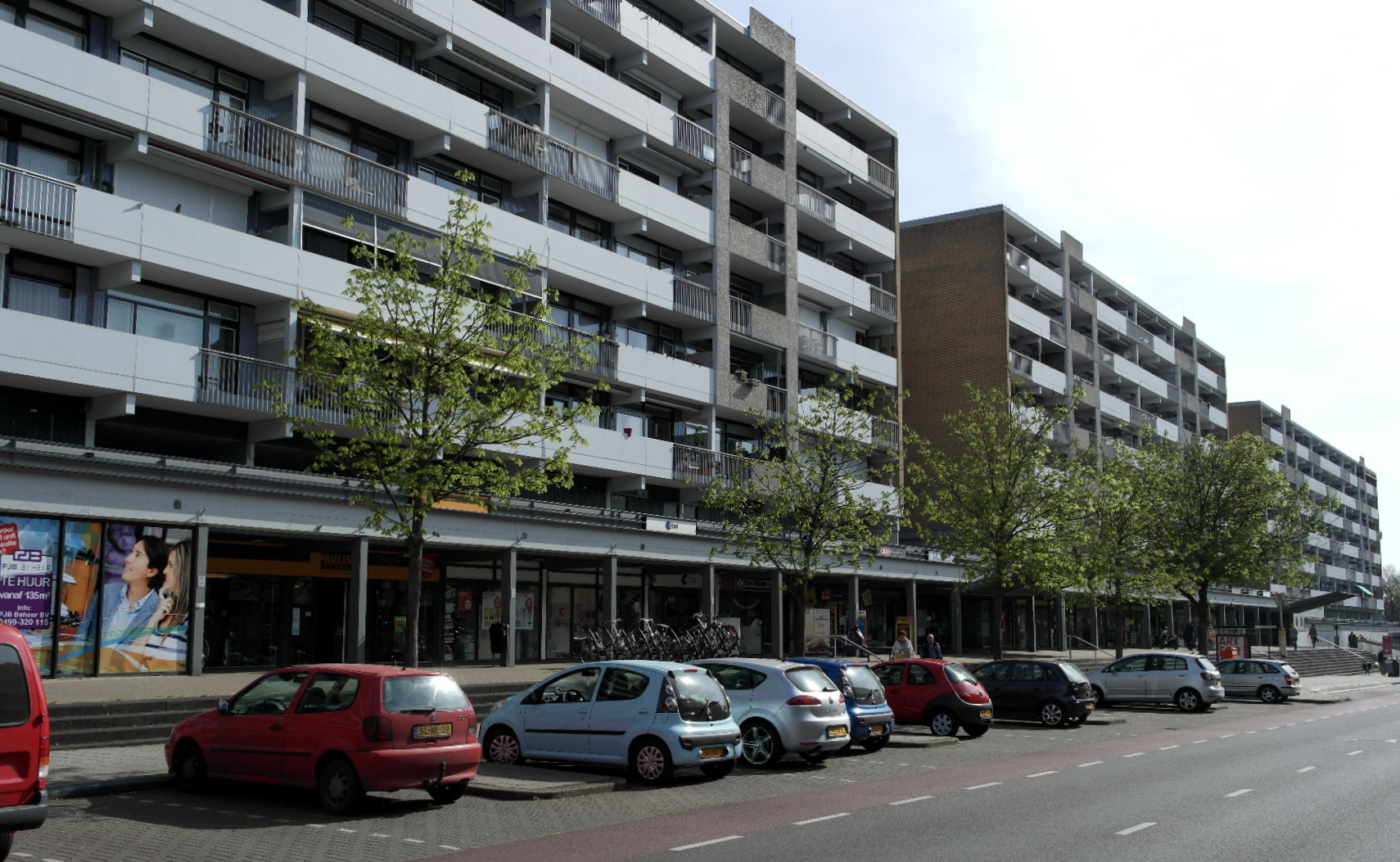
Winkelcentrum
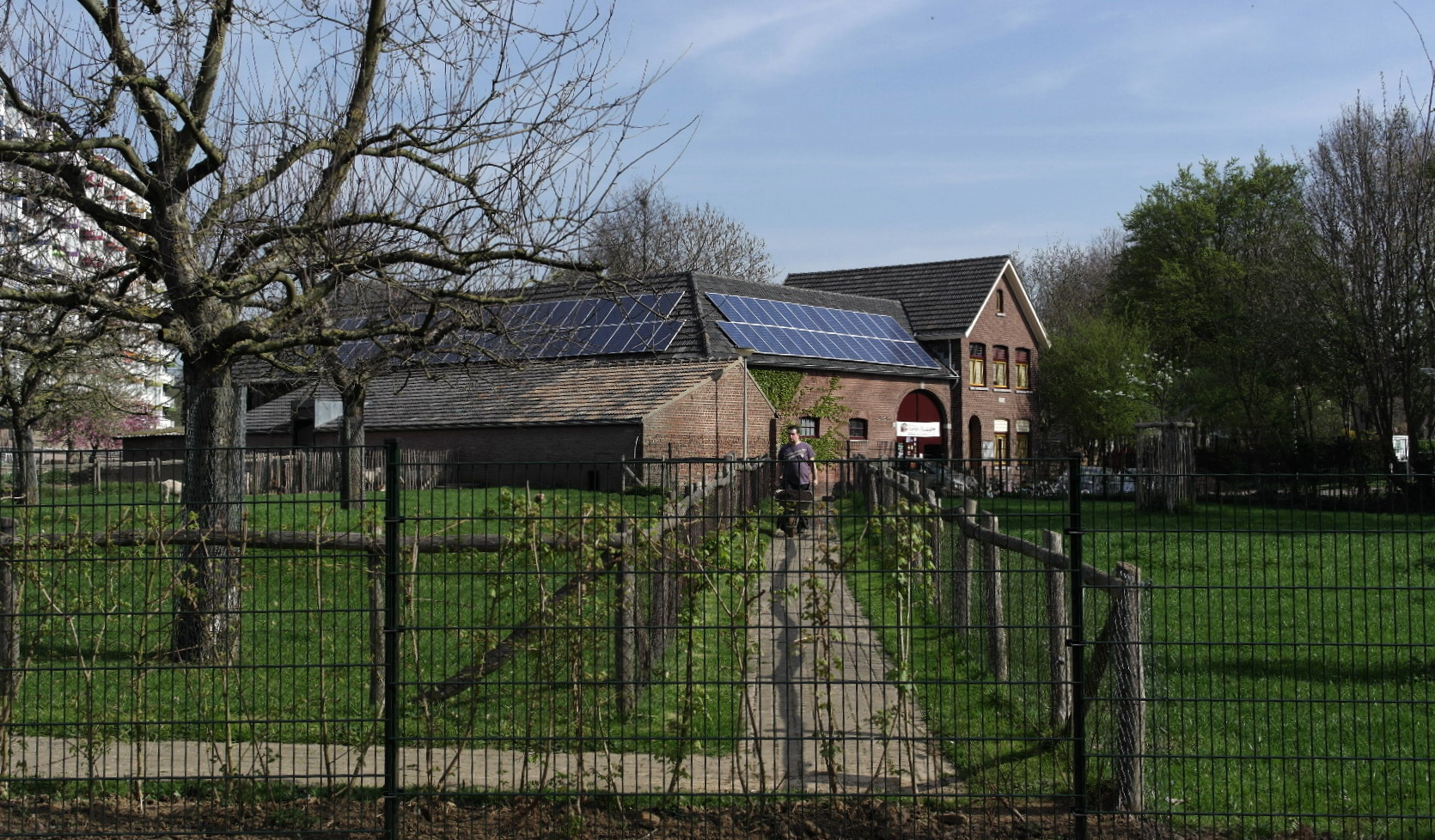
Kinderboerderij
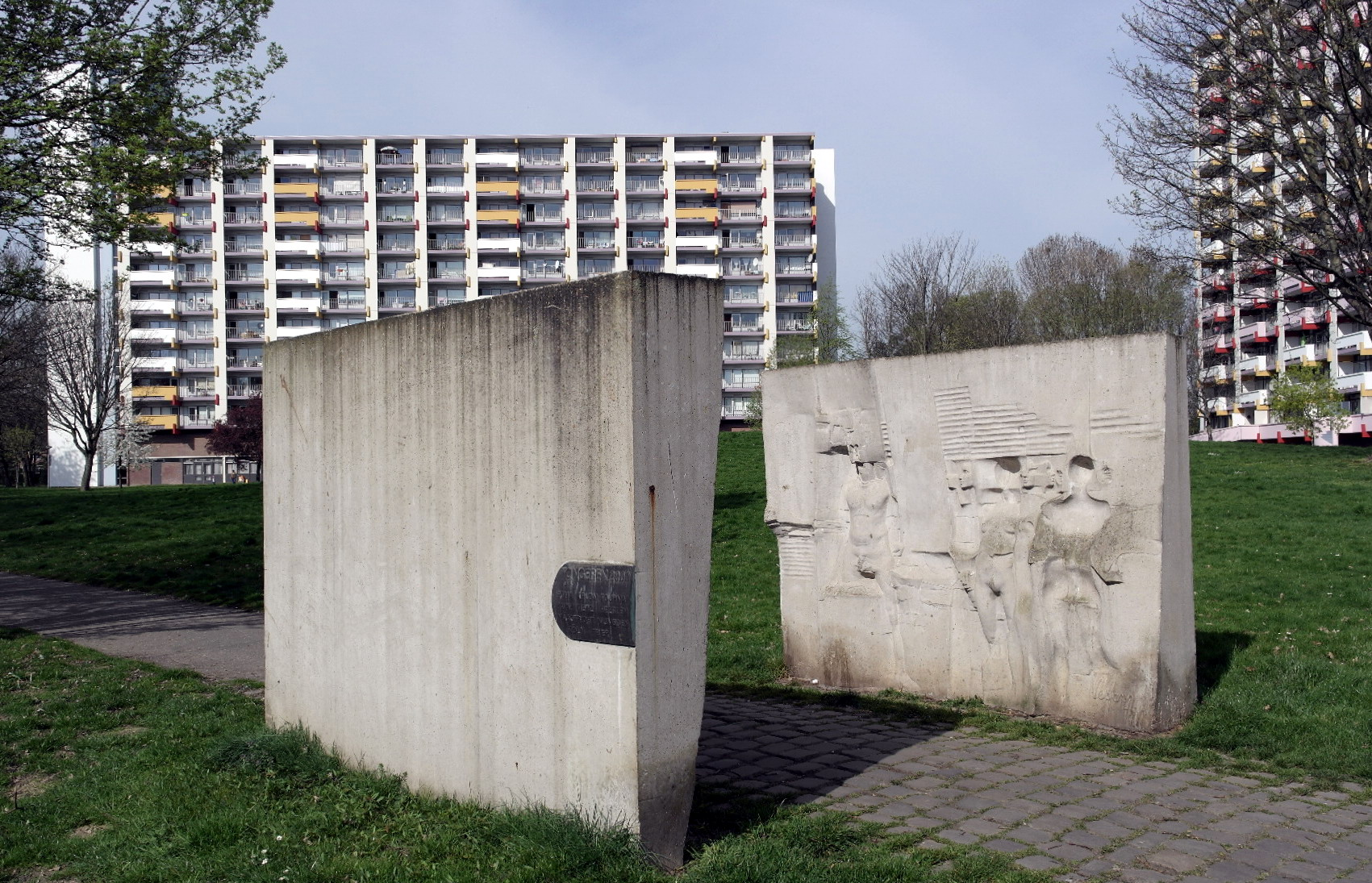
Kunstwerk Romeinsebaan